# Hunspell
O Hunspell é um corretor ortográfico e analisador morfológico desenvolvido para idiomas com morfologia rica, palavras compostas e codificação de caracteres complexos, originalmente concebida para o idioma húngaro.
Hunspell é baseado no MySpell e é retro-compatível com os dicionários MySpell. Enquanto MySpell usa um caractere de byte único de codificação, Hunspell pode usar Unicode UTF-8 codificado em dicionários.

## Usa
O Hunspell é o verificador ortográfico de:
| Nome                     | Tipo                                                                   | Grupo           | Método                                          | Notas                                         |
| ------------------------ | ---------------------------------------------------------------------- | --------------- | ----------------------------------------------- | --------------------------------------------- |
| Writer                   | suíte de escritório                                                    | LibreOffice     | libhunspell vinculada estaticamente             | desde a versão 2.0.2                          |
| Calc                     | suíte de escritório                                                    | LibreOffice     | libhunspell vinculada estaticamente             | desde a versão 2.0.2                          |
| Impress                  | suíte de escritório                                                    | LibreOffice     | libhunspell vinculada estaticamente             | desde a versão 2.0.2                          |
| OpenOffice               | suíte de escritório                                                    | Apache          | libhunspell vinculada estaticamente             | desde a versão 2.0.2                          |
| Firefox                  | navegador web                                                          | Mozilla         | ?                                               | desde a versão 3                              |
| Chrome                   | navegador web                                                          | Google          | ?                                               | [ 2 ]                                         |
| Chromium                 | navegador web                                                          | Google          | ?                                               |                                               |
| Safari                   | navegador web                                                          | Apple           | ?                                               | -                                             |
| Opera                    | navegador web                                                          | -               | ?                                               | desde a versão 10                             |
| Empathy                  | mensageiro instantâneo                                                 | -               | libenchant vinculada dinamicamente              | Problemas na sleção de dicionários Enchant    |
| Thunderbird              | cliente de e-mail, news client                                         | Mozilla         | ?                                               | desde a versão 3                              |
| SeaMonkey                | navegador web, cliente de e-mail, news client, HTML editor, IRC client | Mozilla         | ?                                               | desde a versão 2                              |
| PhotoShop                | Tratamento de imagem                                                   | Adobe           | libhunspell vinculada estaticamente             | -                                             |
| GIMP                     | Tratamento de imagem                                                   | -               | ?                                               | -                                             |
| InDesign                 | desktop publishing                                                     | Adobe           | libhunspell vinculada estaticamente             | desde o CS5.5                                 |
| Scribus                  | desktop publishing                                                     | -               | libenchant vinculada dinamicamente              | desde a versão 1.4.2                          |
| Illustrator              | vector graphics                                                        | Adobe           | libhunspell vinculada estaticamente             | -                                             |
| Inkscape                 | vector graphics                                                        | -               | libenchant vinculada dinamicamente via GtkSpell | problemas com uso do Enchant via GtkSpell     |
| FrameMaker               | documentação têcnica                                                   | Adobe           | -                                               |                                               |
| Blender                  | 3D computer graphics                                                   | -               | ?                                               | -                                             |
| Notepad++                | editor de texto/código                                                 | -               | ?                                               | -                                             |
| gedit                    | editor de texto                                                        | GNOME           | libenchant vinculada dinamicamente via GtkSpell | -                                             |
| Yudit                    | editor de texto                                                        | X Window System | ?                                               | -                                             |
| Emacs                    | editor de texto                                                        | -               | ?                                               | -                                             |
| Eclipse                  | IDE                                                                    | -               | dynamically-linked Apache Lucene Analysis       | -                                             |
| XML Copy Editor          | editor XML                                                             | -               | libenchant vinculada dinamicamente              | desde a versão 1.2.0.6, problemas com Enchant |
| Enchant                  | command line spell checker                                             | -               | libenchant vinculada dinamicamente              | -                                             |
| Hunspell                 | command line spell checker                                             | -               | libhunspell vinculada dinamicamente             | -                                             |
| Hunspell                 | UDP web service verificador ortográfico                                | -               | libhunspell vinculada dinamicamente             | problemas aguardando lançamento               |
| pyhunspell               | Python wrapper library                                                 | -               | libhunspell vinculada dinamicamente             | [ 9 ]                                         |
| HunspellJNA              | Java wrapper library                                                   | -               | libhunspell vinculada dinamicamente via JNA     | [ 10 ]                                        |
| LuaSpell                 | Lua wrapper library                                                    | -               | libhunspell vinculada dinamicamente             | -                                             |
| Lucene Analysis Hunspell | Java dynamic library                                                   | Apache          | implementação nativa                            | a partir da versão 3.5                        |
| libhunspell              | C++ dynamic library                                                    | -               | implementação nativa                            | -                                             |
| Apache Solr              |                                                                        | -               |                                                 | -                                             |
| Mac OS X                 |                                                                        | -               |                                                 | a partir da versão 10.6 Snow Leopard          |
| Déjà Vu X3               | programa de tradução assistida por computador                          | -               |                                                 | -                                             |
| Evernote                 | tomador de notas                                                       | -               |                                                 | -                                             |
| LyX                      | editor de texto                                                        | -               |                                                 | -                                             |
| memoQ                    | programa de tradução assistida por computador                          | -               |                                                 | -                                             |
| Microsoft.NET            |                                                                        | -               |                                                 | [ 11 ]                                        |
| GroupWise                |                                                                        | -               |                                                 | [ 12 ]                                        |
| OmegaT                   | programa de tradução assistida por computador                          | -               |                                                 | -                                             |
| Perl                     |                                                                        | -               |                                                 | [ 13 ]                                        |
| Sublime Text             |                                                                        | -               |                                                 | [ 14 ]                                        |
| SDL Trados               | programa de tradução assistida por computador                          | -               |                                                 | -                                             |
| Subtitle Edit            | editor de legenda                                                      | -               |                                                 | -                                             |
| SoftMaker Office         | suíte de escritório                                                    | -               |                                                 | -                                             |
| The Bat!                 | cliente de email                                                       | -               |                                                 | desde a versão 4.0                            |
| WinShell                 | integrated development environment (IDE) para TeX e LaTeX para Windows | -               |                                                 | -                                             |
| XMetaL                   | autoração XML                                                          | -               |                                                 | -                                             |
| xTuple                   | planejador de recursos de empresa                                      | -               |                                                 | -                                             |
| JavaScript               |                                                                        | -               |                                                 | versão lite                                   |
| Nome                     | Tipo                                                                   | Grupo           | Método                                          | Notas                                         |

## Licença
Hunspell é um software livre sob os termos da licença GPL, LGPL and MPL tri-licença.